# G 9-40 b
G 9-40 b és un exoplaneta subneptú que té un període orbital de 5,7 dies. L'estrella amfitriona és una nana vermella situada 91 anys llum (28 parsecs) lluny de la Terra a la constel·lació del Cranc. El planeta va ser descobert l'any 2019. La densitat del planeta és massa baixa per a una composició rocosa, cosa que suggereix que és ric en aigua o té una atmosfera d'hidrogen important.